# MotoGP thai nagydíj
A MotoGP thai nagydíja a MotoGP egy versenye, mely 2018 óta folyamatosan szerepel a versenynaptárban. A versenyt a Buriram International Circuit elnevezésű pályán rendezik meg Buriram város közelében.

## Az eddigi győztesek
| Év   | Helyszín | Moto3                              | Moto3                              | Moto2                              | Moto2                              | MotoGP                             | MotoGP                             | Összefoglaló                       |
| Év   | Helyszín | Versenyző                          | Motor                              | Versenyző                          | Motor                              | Versenyző                          | Motor                              | Összefoglaló                       |
| ---- | -------- | ---------------------------------- | ---------------------------------- | ---------------------------------- | ---------------------------------- | ---------------------------------- | ---------------------------------- | ---------------------------------- |
| 2025 | Buriram  | José Antonio Rueda                 | KTM                                | Manuel González                    | Kalex                              | Marc Márquez                       | Ducati                             | Összefoglaló                       |
| 2024 | Buriram  | David Alonso                       | CFMoto                             | Arón Canet                         | Kalex                              | Francesco Bagnaia                  | Ducati                             | Összefoglaló                       |
| 2023 | Buriram  | David Alonso                       | Gas Gas                            | Fermín Aldeguer                    | Boscoscuro                         | Jorge Martín                       | Ducati                             | Összefoglaló                       |
| 2022 | Buriram  | Dennis Foggia                      | Honda                              | Tony Arbolino                      | Kalex                              | Miguel Oliveira                    | KTM                                | Összefoglaló                       |
| 2021 | Buriram  | A Covid19-pandémia miatt törölték. | A Covid19-pandémia miatt törölték. | A Covid19-pandémia miatt törölték. | A Covid19-pandémia miatt törölték. | A Covid19-pandémia miatt törölték. | A Covid19-pandémia miatt törölték. | A Covid19-pandémia miatt törölték. |
| 2020 | Buriram  | A Covid19-pandémia miatt törölték. | A Covid19-pandémia miatt törölték. | A Covid19-pandémia miatt törölték. | A Covid19-pandémia miatt törölték. | A Covid19-pandémia miatt törölték. | A Covid19-pandémia miatt törölték. | A Covid19-pandémia miatt törölték. |
| 2019 | Buriram  | Albert Arenas                      | KTM                                | Luca Marini                        | Kalex                              | Marc Márquez                       | Honda                              | Összefoglaló                       |
| 2018 | Buriram  | Fabio Di Giannantonio              | Honda                              | Francesco Bagnaia                  | Kalex                              | Marc Márquez                       | Honda                              | Összefoglaló                       |